# Fred Betham
Gustav Frederick Dertag Betham, dit Fred Betham, né le 11 avril 1915 à Apia et mort le 31 mars 1984, est un homme politique puis diplomate samoan.

## Biographie
Scolarisé en Nouvelle-Zélande, il retourne ensuite aux Samoa travailler dans l'administration publique dans ce qui est alors une colonie de la Nouvelle-Zélande. Il est champion de tennis des Samoa en 1939, en simple, et en double mixte avec son amie Olive Nelson (en), première Samoane diplômée de droit et avocate, et fille d'Olaf Nelson, le chef du mouvement anticolonial le Mau des années 1920 et 1930 ; Fred Betham l'épouse en 1942, et quitte le service public pour travailler à l'administration de l'entreprise de copra de son beau-père. Il s'engage par ailleurs dans les forces armées coloniales samoanes durant la Seconde Guerre mondiale.
Aux élections de 1948, il est élu à la nouvelle Assemblée législative des Samoa, avec l'étiquette du Parti des citoyens unis, comme l'un des cinq représentants de la communauté dite « européenne », les 5 000 citoyens d'ascendance au moins partiellement non-autochtone, comprenant en fait principalement des métis ainsi que quelques centaines de blancs et d'Asiatiques. L'Assemblée est formellement ouverte par le Premier ministre de Nouvelle-Zélande, le travailliste Peter Fraser, comme étape dans la transition de la colonie vers l'indépendance. Le Parti des citoyens unis, dont la principale figure est Joyce « Billie » Nelson, belle-soeur de Fred Nelson, est soutenu par « les principaux commerçants d'Apia », et est l'un des deux partis formés pour cette élection, avec le Parti travailliste.
Réélu à l'Assemblée en 1951, 1954 et 1957, il est membre de l'Assemblée constituante de 1960 qui rédige la Constitution des Samoa,. Il conserve son siège à l'Assemblée législative aux élections de 1961 qui dotent le pays d'un gouvernement devant le mener à l'indépendance ; cela fait de lui le seul député fondateur de l'Assemblée en 1948 à être toujours député au moment de l'indépendance du pays en 1962,.
À l'issue des élections de 1961, l'Assemblée choisit Fiame Mata'afa Faumuina Mulinu'u II comme Premier ministre des Samoa, celui-ci nomme Fred Betham ministre des Finances et de l'Économie,,, et ce dernier est fait membre de l'ordre de l'Empire britannique lors de l'indépendance des Samoa en 1962. Lors des premières élections après l'indépendance, en 1964, le nombre de sièges pour les citoyens non-autochtones (dits dès lors « Électeurs individuels ») a été réduit à deux, mais Fred Betham en conserve aisément un (l'autre revenant à Frank Nelson, le fils du cousin de son épouse). Réélu également en 1967, il demeure ministre des Finances jusqu'à la défaite du gouvernement Mata'afa aux élections de 1970, auxquelles Fred Betham conserve toutefois son siège de député.
En 1971, lorsque le Secrétaire général de la Commission du Pacifique Sud, le Samoan Afioga Afoafouvale Misimoa, meurt dans l'exercice de ses fonctions, le gouvernement samoan présente Fred Betham comme candidat à sa succession. L'Australie, de son côté, présente comme candidat Oala Oala-Rarua (en), adjoint au ministre du Trésor public de la Papouasie-Nouvelle-Guinée, territoire australien autonome. L'Australie (qui dispose de cinq voix), les États-Unis (quatre voix), le Royaume-Uni (trois voix) et Nauru (une voix) votent pour le candidat australien ; la Nouvelle-Zélande (quatre voix), la France (quatre voix), les Samoa (une voix) et les Fidji (une voix) pour le candidat samoan,. Le poids des voix des puissances coloniales étant contestée par les Samoans et les Fidjiens, Oala Oala-Rarua se retire, et Fred Betham devient secrétaire-général de novembre 1971 à décembre 1975,,. Il est ensuite, de 1976 à 1980, haut-commissaire (ambassadeur) des Samoa en Nouvelle-Zélande.